# Perfect World (Huey Lewis & the News)
Perfect World is een nummer van de Amerikaanse band Huey Lewis & the News uit 1988. Het is de eerste single van hun vijfde studioalbum Small World.
"Perfect World" is een poprocknummer met blazers erin. De boodschap van het nummer is om optimistisch te blijven en te blijven dromen, omdat er nooit een perfecte wereld zal zijn. Het nummer werd een hit in Noord-Amerika en bereikte de 3e positie in de Amerikaanse Billboard Hot 100. In Nederland had het nummer minder succes met een 15e positie in de Tipparade.

## Tracklijst
- 7"

1. "Perfect World" - 4:07
2. "Slammin'" - 4:31